# الإنتاج العصري
الإنتاج العصري هو أسلوب الإنتاج السينمائي الذي يتميز بلقطات أقصر، وانتقال أسرع بين اللقطات، والمزيد من اللقطات القريبة مقارنة بالتحرير التقليدي المميز للأفلام قبل الستينيات.